# Battaglia di Broodseinde
La battaglia di Broodseinde fu uno scontro avvenuto, il 4 ottobre 1917, sul Fronte occidentale della prima guerra mondiale, nel contesto della battaglia di Passchendaele. Si trattò dell'ultima offensiva britannica riuscita a Passchendaele: usando la tecnica del bite and hold ("mordi e tieni"), in cui l'obiettivo era limitato a ciò che poteva essere catturato e mantenuto, le forze britanniche, australiane e neozelandesi condussero un attacco contro le linee tedesche, respingendo sul nascere la controffensiva che queste ultime avevano programmato in quello stesso giorno. Le truppe dell'Intesa conquistarono circa un chilometro di terreno e oltrepassarono il crinale di Broodseinde. Le perdite furono circa pari fra entrambi gli schieramenti.

## Contesto
La battaglia di Broodseinde fu l'ultima battaglia della campagna di Passchendaele in cui i britannici applicarono la tecnica del bite and hold, dopo quelle di Menin Road (20 settembre) e del Bosco del Poligono (26 settembre). Douglas Haig, il comandante supremo britannico, riteneva i tedeschi sull'orlo del collasso, e aveva ordinato alle forze di sfruttamento (fanteria, carri e cavalleria, oltre a una forza d'assalto anfibia sulla costa belga) di tenersi pronti per approfittarne. Tuttavia, quest'analisi era sbagliata: il morale dei tedeschi era ancora alto, come suggerivano i contrattacchi da essi condotti, nove dei quali portati immediatamente dopo la battaglia di Menin Road, più altri fra il 30 settembre e il 1º ottobre.
L'obiettivo britannico per Broodseinde era di catturare la cresta dell'altopiano di Gheluvelt, sul fianco sudorientale del saliente di Ypres, e proteggere così il fianco destro di quest'ultimo, consentendo ulteriori attacchi al crinale di Passchendaele verso est. Le difese tedesche nella zona consistevano principalmente di casematte che si sostenevano reciprocamente, protette da reti di filo spinato. Tali casematte erano disperse sul campo di battaglia, ma sulla cresta del crinale di Gheluvelt se ne concentravano parecchie, come parte della linea difensiva "Flandern I", sul pendio anteriore del crinale di Passchendaele. Le fortificazioni erano utilizzate dagli osservatori dell'artiglieria e dai quartieri generali, e supportate dalle numerose postazioni di artiglieria retrostanti.
Haig riteneva che, catturato il altopiano di Gheluvelt, sarebbe stato possibile operare uno sfondamento tramite due ulteriori offensive, previste per il 10 ottobre (la battaglia di Poelcappelle, poi anticipata al 9) e il 13 (la Prima battaglia di Passchendaele, poi anticipata al 12). I generali subordinati, Herbert Plumer per la 2ª Armata e Hubert Gough per la 5ª Armata, ritenevano che lo sfondamento fosse imminente.

## Svolgimento della battaglia

### I preparativi britannici

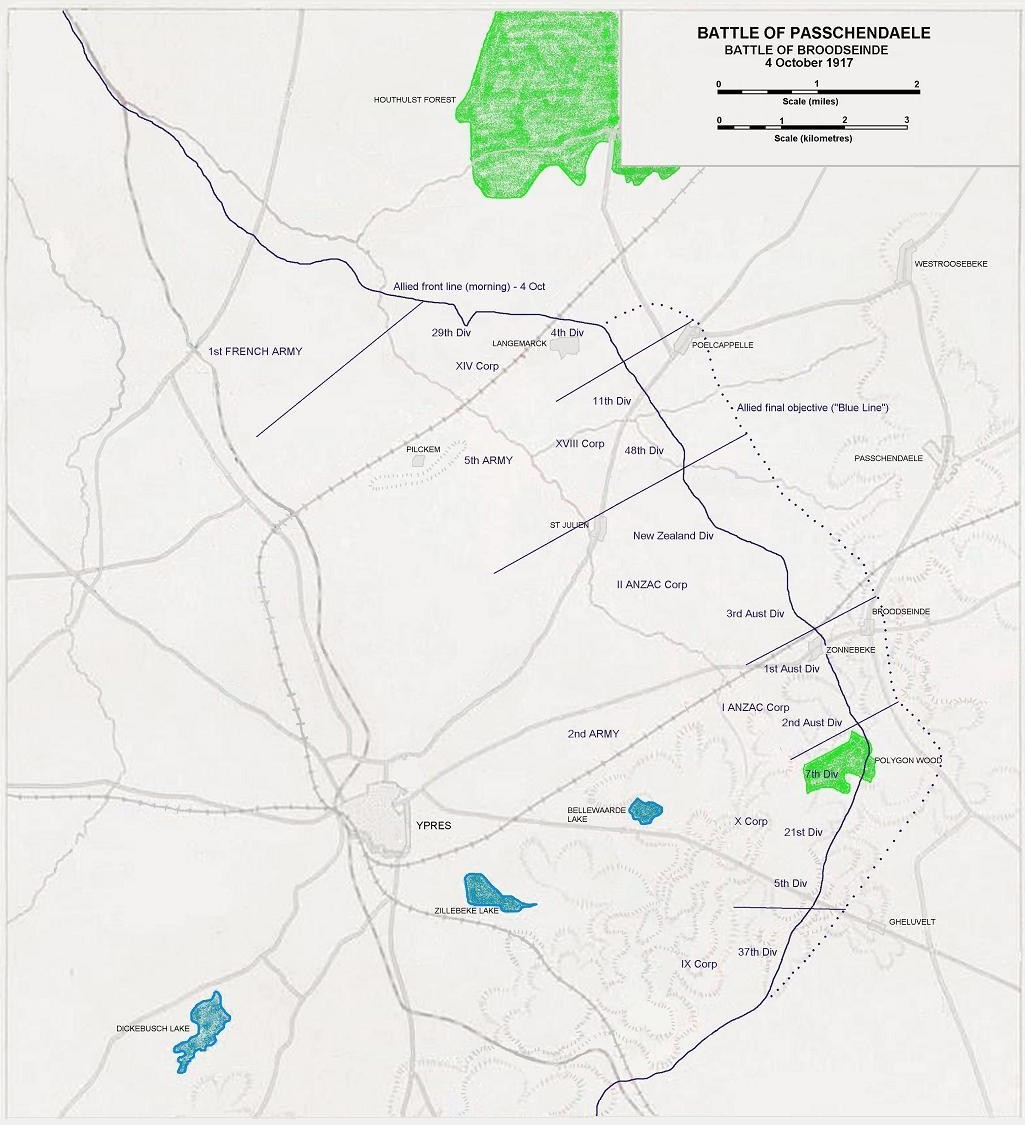
Truppe e obiettivi delle armate dell'Intesa nella battaglia di Broodseinde

Dopo il successo riportato nella precedente battaglia della strada di Menin, i britannici avevano circa tre settimane di tempo per prepararsi alla successiva offensiva. Decisero però di anticipare i tempi, programmando l'attacco per il 6 ottobre e anticipandolo poi ancora di due giorni, a causa del crescente rischio di pioggia, che già aveva influenzato la battaglia di Langemarck.
Quest'accelerazione delle operazioni fu un vantaggio per i tedeschi, in quanto ridusse l'efficacia dei bombardamenti preliminari britannici e permise loro di conservare maggiormente intatte le proprie difese. Inoltre, per anticipare l'azione, i britannici ridussero anche il fuoco di sbarramento preliminare. Nella battaglia di Menin Road esso era durato una settimana, e 24 ore nella battaglia del Bosco del Poligono. Invece, a Broodseinde, l'artiglieria non effettuò bombardamenti preliminari, sostituendoli con una serie di sbarramenti "di prova" che iniziarono il 27 settembre,  la cui frequenza aumentò a due al giorno a partire da ottobre. Nonostante lo stratagemma degli sbarramenti di prova, già dal 1º ottobre i tedeschi erano a conoscenza dell'imminente attacco, grazie all'azione di "un agente molto affidabile". Quando, il 2 ottobre, cominciò a cadere la pioggia (2.7 mm quel giorno, 1.2 mm il 3 e 4.6 mm il 4), che tramutò il terreno, già martoriato dall'artiglieria, in un pantano, i britannici quasi decisero di annullare l'attacco, ma infine scelsero di effettuarlo.

### I preparativi tedeschi: l'operazioneHöhensturm
Mentre le forze dell'Intesa progettavano la nuova offensiva, i tedeschi, preoccupati dallo scarso controllo che avevano sulla linea del crinale presso Zonnebeke e desiderosi di catturarne quanto più possibile, stavano studiando un contrattacco, la cosiddetta operazione Höhensturm ("burrasca"). A questo fine, la 3ª Divisione della riserva presente sulla linea del fronte fu sostituita dalla 4ª Guardie. Il 1º ottobre, a sud della posizione di quest'ultima, fu lanciato un attacco preliminare, condotto dalla 8ª Divisione Fanteria e dalla 45ª Divisione della riserva, che tuttavia fallì.
Nonostante l'insuccesso, si decise comunque di proseguire con l'operazione, che fu fissata per il 4 ottobre, ovvero lo stesso giorno scelto dai britannici per la loro offensiva. L'obiettivo era di avanzare dalla posizione corrente, a sud di Zonnebeke, fino all'estremità occidentale di Molenaarelst. Per l'attacco, la 4ª Guardie fu rinforzata con il 212º Reserve-Infanterie-Regiment proveniente dalla 45ª Riserve, otto truppe del 4º Sturm-Bataillon e una Minenwerfer Kompagnie. L'attacco prevedeva un bombardamento iniziale di mezz'ora, seguito dall'avanzata dei tre battaglioni del 212º. Nei due giorni precedenti l'attacco furono tenute esercitazioni specifiche per l'azione e, nella notte fra il 3 e il 4 ottobre, il 212º fu infine trasportato sulla linea del fronte.

### Ordine di battaglia

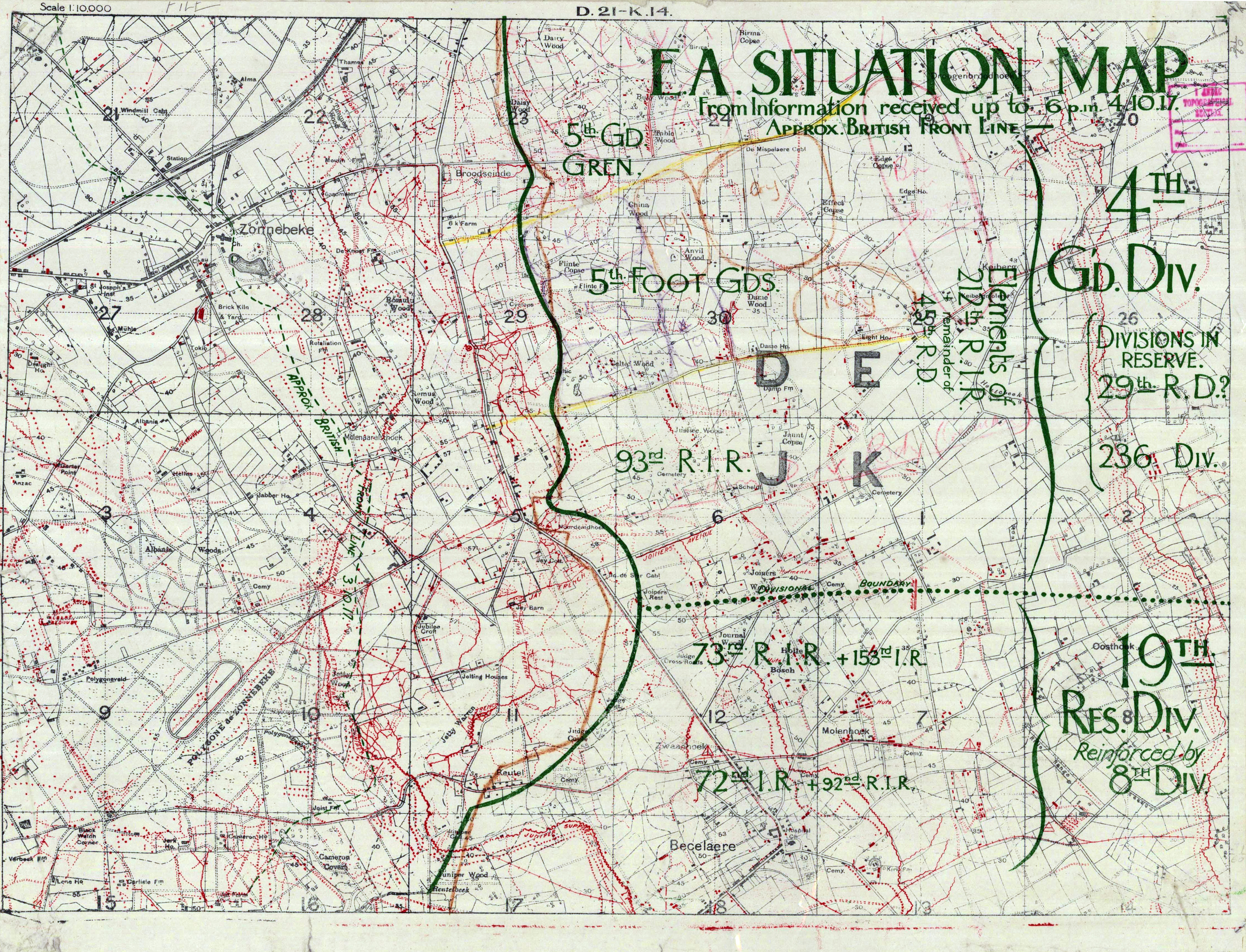
Il fronte e le divisioni tedesche come rilevate dagli osservatori dell'Intesa

L'attacco si sviluppò su un fronte di 13 km, su cui si affrontarono 12 divisioni dell'Intesa e 10 tedesche. L'offensiva britannica principale, al centro, fu condotta, per la 2ª Armata, dal 1º Corpo ANZAC (1ª e 2ª Divisione australiana) e dal 2º Corpo ANZAC (Divisione neozelandese e 3ª Divisione australiana). Per la 5ª Armata parteciparono il 18º Corpo (11ª e 48ª Divisione). Attacchi laterali furono portati, per la 2ª Armata, dal 10º Corpo (7ª, 21ª e 5ª Divisione) e dal IX Corpo (37ª Divisione), mentre per la 5ª furono impiegati il 14º Corpo  (29ª e 4ª Divisione).
Il piano originale britannico era di sostituire il 1º Corpo ANZAC dopo la battaglia del Bosco del Poligono, ma poiché in quello scontro l'unità subì meno perdite del previsto, fu lasciata in prima linea. Il 2º Corpo ANZAC rimpiazzò il 5º Corpo. Furono anche usati piccole unità di mezzi corazzati, provenienti dal Tank Corps, Battaglione D: 4 carri supportarono la 21ª Divisione e 10 coadiuvarono l'11ª.
Di contro, lo Heer schierava, oltre alle già citate 4ª Guardie e 45ª Riserve,  altre 8 divisioni: 4ª Bavarese, 6ª Bavarese, 10ª Ersatz, 16ª, 19ª, 20ª, 187ª e 195ª.

### Attacco

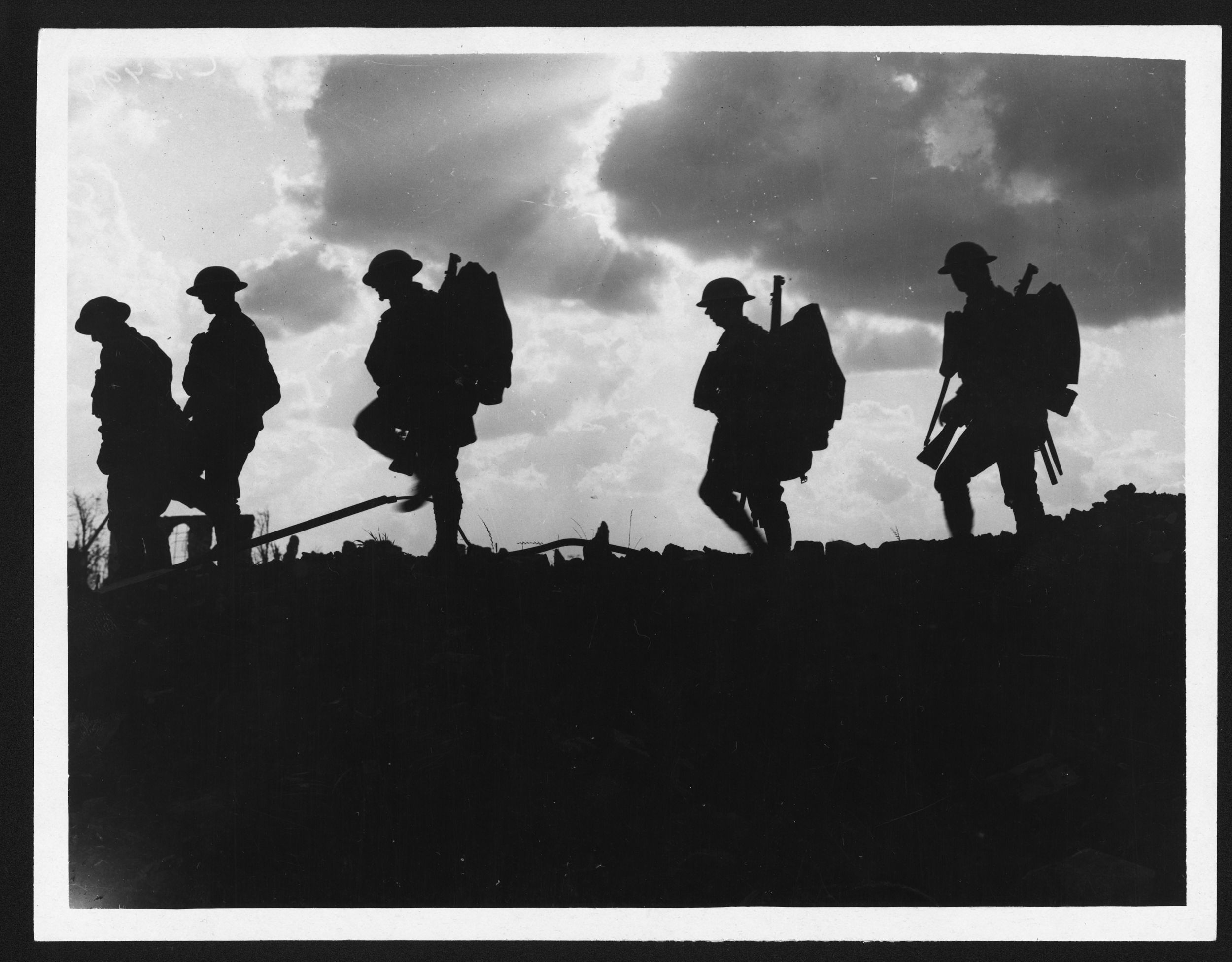
Soldati britannici avanzano durante la battaglia. Foto di Ernest Brooks.

I britannici avevano fissato l'attacco alle 6 di mattina del 4 ottobre. Alle 5.15, una pattuglia australiana catturò cinque soldati tedeschi, scoprendo che un quarto d'ora più tardi erano previsti i bombardamenti preliminari per Höhensturm. Questi cominciarono infatti alle 5.35, causando fra il 1º Corpo Anzac perdite stimate in 1/7 degli uomini presenti. Gli australiani furono sorpresi dalla violenza dello sbarramento, e sospettarono che i loro piani fossero stati scoperti. Solo più tardi capirono che si trattava invece dei preliminari dell'attacco nemico.
La reazione dell'artiglieria britannica arrivò venti minuti dopo, e poco dopo entrambi gli eserciti mossero all'offensiva, ignari del fatto che i loro nemici stavano facendo la stessa cosa. Il 1º Corpo Anzac impattò così contro il 212º Reserve-Infanterie-Regiment, iniziando uno scontro all'arma bianca nella terra di nessuno. Grazie alla loro superiorità numerica, le forze australiane misero rapidamente in rotta quelle tedesche e proseguirono l'avanzata. Dopo aspri combattimenti per espugnare le fortificazioni della Flandern I, l'unità raggiunse alle 7.20 il primo obiettivo, la Red Line, che passava fra i 100 e i 200 metri dalla cresta del crinale. Lì le truppe si arrestarono per circa un'ora, e parte della 1ª Divisione Australiana espugnò alcune casematte, stabilendovi poi i quartieri generali di due battaglioni. Infine, a causa del fuoco di postazioni tedesche presso il margine di "Daisy Wood", gli australiani consolidarono la posizione a poca distanza dal secondo obiettivo, la Blue line, passante da 200 a 350 m oltre la cresta. L'attacco era costato loro circa 4 500 perdite. Il 2º Corpo Anzac incontrò inizialmente meno resistenza. Durante l'avanzata verso la Blue Line, dovette oltrepassare parti della Flandern I ma, ciononostante, raggiunse all'obiettivo alle 9 del mattino, al costo di 3 500 perdite (inclusi 1 853 neozelandesi).
Sulle ali del fronte, il corpo più settentrionale (il 14º) incontrò una palude lungo l'avanzata, che lo rallentò facendogli perdere la protezione dello sbarramento mobile. L'unità affrontò fuoco di mitragliatrici presso il margine della foresta di Houlthulst, e subì 1 700 perdite a fronte di scarsi guadagni territoriali. Il corpo immediatamente più a sud, (il 18º) catturò invece tutti i suoi obiettivi, al prezzo di 2 000 perdite. In seguito, bombardamenti e contrattacchi tedeschi permisero allo Heer di ricattuare la matà settentrionale del villaggio di Poelcappelle. A sud, il 10º Corpo conseguì molti degli obiettivi previsti, avanzando di oltre 700 m, ma il fuoco delle artiglierie tedesche retrostanti l'altopiano di Gheluvelt provocò un gran numero di perdite (circa 8 000) fra le tre divisioni coinvolte. Il corpo all'estremità sud del fronte, il 9º, soffrì lo stesso problema e riuscì a fare solo poca strada.
Dopo che le unità dell'Intesa ebbero raggiunto le rispettive posizioni finali, la loro artiglieria cominciò un fuoco di sbarramento che durò altre due ore e mezza, per consentire alle truppe di costruire opere difensive (trincee, avamposti, reticoli di filo spinato ecc.). Quando i tedeschi contrattaccarono, l'artiglieria fu così sufficiente per respingerli.

## Risultati

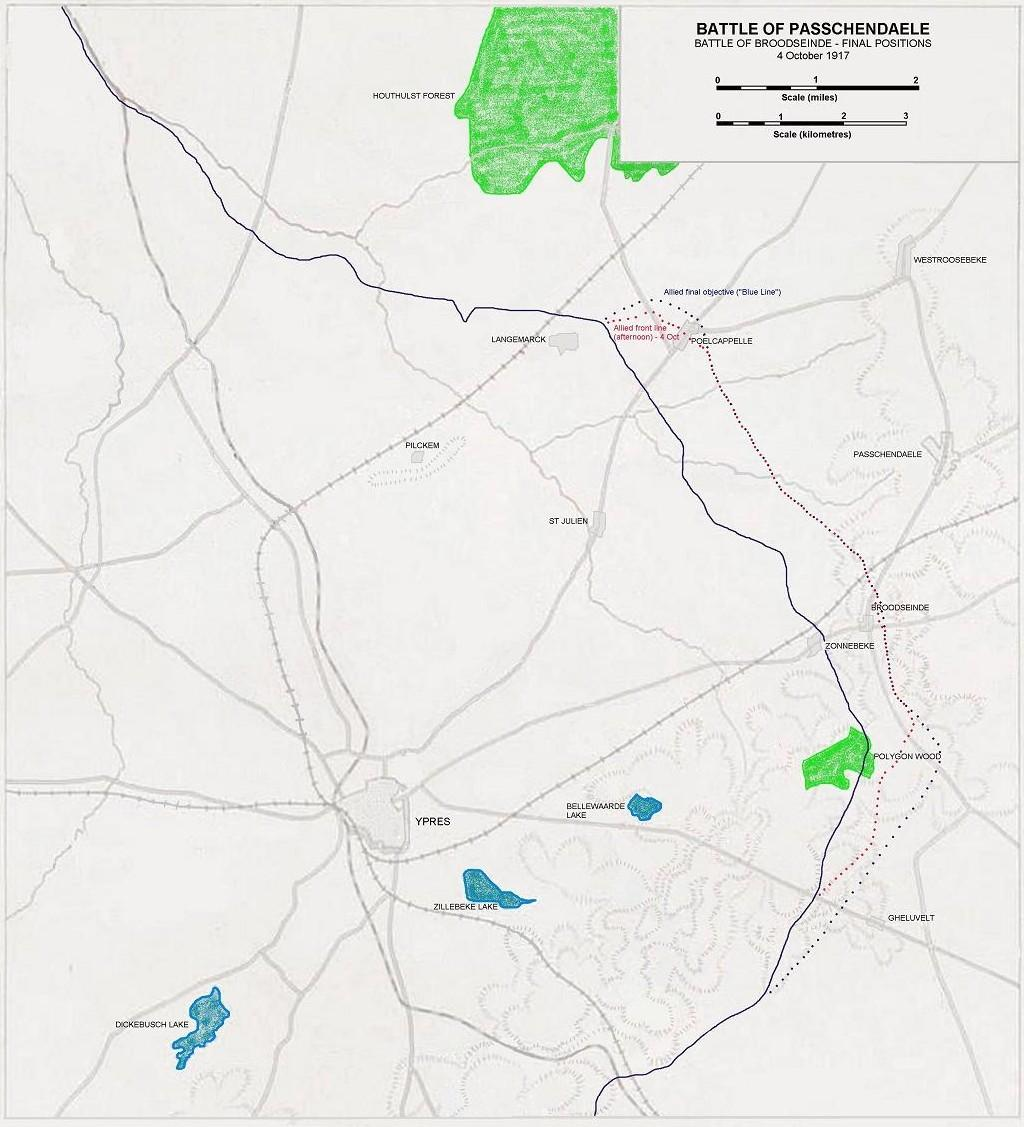
Risultati dell'attacco, confrontati con gli obiettivi della vigilia

Complessivamente, l'attacco fu una netta vittoria per l'Intesa, con un'avanzata media di oltre 900 m. La 3ª Divisione australiana si distinse conquistando fino a 1750 m di terreno. Tuttavia, le conquiste non furono uniformi su tutto il fronte, variando dagli scarsi o nulli progressi dei corpi più meridionali ai discreti guadagni fra Menin Road e il bosco del Poligono, fino al pieno successo britannico sul crinale di Broodseinde.
Se avessero proceduto con i bombardamenti preliminari di artiglieria, i britannici avrebbero potuto continuare l'avanzata. Tuttavia, poiché alcuni dei pezzi erano già al limite della gittata, si sarebbe dovuto modificare preventivamente il piano per gestire questa possibilità. Vi fu comunque una discussione fra i generali Charteris (capo dell'Intelligence al quartier generale della British Expeditionary Force), Godley, Birdwood e Plumer (comandanti rispettivamente del 2º Corpo Anzac, 1º Corpo Anzac e 2ª Armata) sulla possibilità di compiere ulteriori attacchi il 4 ottobre. Godley e Charteris erano favorevoli, gli altri due contrari; alla fine, verso metà pomeriggio, prevalse l'opinione di questi ultimi e l'attacco fu terminato.
Il generale Plumer definì l'attacco "la più grande vittoria dopo la Marna". Der Weltkrieg 1914 bis 1918, la storia ufficiale tedesca della prima guerra mondiale, si riferisce ad esso come "la giornata nera del 4 ottobre". Tuttavia, questa espressione non compare nelle memorie né di Erich Ludendorff né di Fritz von Loßberg, due dei più importanti comandanti dello Heer, i quali definiscono comunque il 4 ottobre come una delle giornate più serie della battaglia di Passchendaele.

## Conseguenze

### Sviluppo della guerra

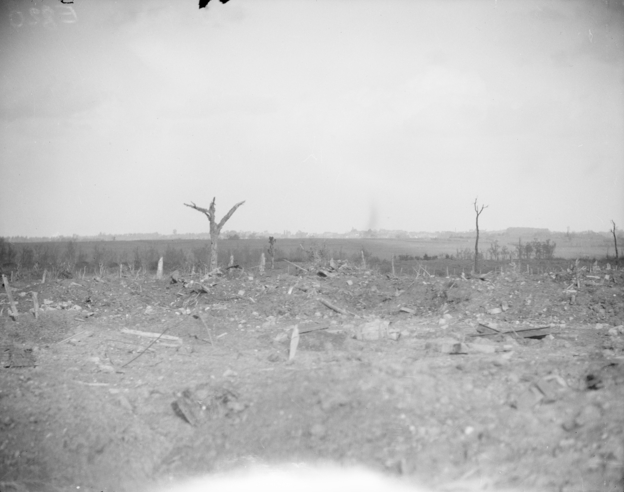
La terra di nessuno dopo l'attacco, in direzione del fronte tedesco

Il successo britannico in questa battaglia ebbe come effetto collaterale quella di nascondere i problemi che avrebbero afflitto le armate dell'Intesa nella battaglia successiva, a Poelcappelle. Il terreno umido aveva fatto perdere alle truppe la protezione dello sbarramento mobile, e fatto sì che i proiettili dell'artiglieria affondassero nel fango prima di esplodere, riducendone l'efficacia. Il terreno difficile complicò inoltre il trasferimento dei pezzi dal lato meridionale del saliente al crinale orientale, un movimento necessario per supportare le armate a Poelcappelle.
Il successo della battaglia provocò anche un entusiasmo eccessivo nel quartier generale della British Expeditionary Force. Credendo che i tedeschi fossero ormai al collasso, i comandanti diminuirono ulteriormente gli intervalli fra gli attacchi, riducendo il tempo concesso per muovere l'artiglieria ed effettuare bombardamenti preliminari. Ciò avrebbe avuto un effetto disastroso sugli scontri successivi (la battaglia di Poelcappelle e la Prima battaglia di Passchendaele).
Sul fronte tedesco, nonostante la sconfitta, le forze dello Heer lanciarono, il giorno stesso dell'attacco, dieci controffensive verso la 2ª Armata.

### Decorazioni
In seguito alla battaglia furono decorate con la Victoria Cross i seguenti soldati: James Ockendon (29ª Divisione), Clement Robertson (Royal Tank Regiment), Charles Harry Coverdale e Fred Greaves (11ª Divisione), Arthur Hutt (48ª Divisione), Lewis McGee e Walter Peeler (3ª Divisione australiana), Lewis Pugh Evans (21ª Divisione) e Thomas Henry Sage (37ª Divisione).
Il maggiore Walter Freiherr von Schleinitz, comandante del 5. Garde-Grenadier-Regiment, ricevette l'ordine Pour le Mérite.